# Higher (Creed)
Higher is een nummer van de Amerikaanse postgrungeband Creed uit 1999. Het is de eerste single van hun tweede studioalbum Human Clay.
Het nummer betekende de doorbraak voor Creed in de Verenigde Staten, het Verenigd Koninkrijk en Australië. Vooral in Amerika was het nummer succesvol, met een 7e positie in de Billboard Hot 100. In Nederland werd het nummer een mager succesje met een 5e positie in de Tipparade.